# Інцитат

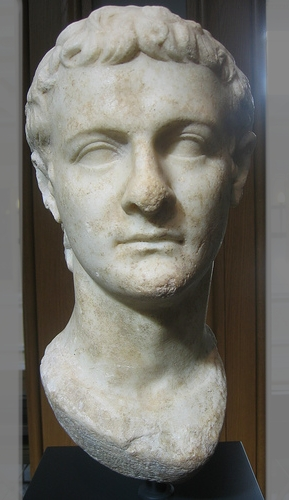
Бюст Калігули.

Інцитат (лат. Incitatus, прудконогий, хорт) — улюблений кінь імператора Калігули, призначений ним римським сенатором.
У переносному сенсі — приклад свавілля правителя; божевільних наказів, які все одно виконуються; призначення людини на посаду, яка зовсім не годиться для неї за всіма параметрами.

## Біографія коня
Кінь походив з Іспанії та був світло-сірої масті. Більшість відомостей про нього взято з античних історичних анекдотів, а не з солідних документів. Але в списку божевільних вчинків Калігули його кінь, безперечно, стояв не на останньому місці.

### Розкішне життя
Светоній в «Життя дванадцяти цезарів» пише про те, що Калігула так любив цього жеребця, що побудував йому конюшню з мармуру з яслами зі слонової кістки, золотою поїлкою, і дав пурпурові покривала та перлинові прикраси. Потім він виділив йому палац з прислугою та начинням, куди від імені свого коня запрошував та охоче приймав гостей.
Імператор одружив Інцитата з кобилою на ім'я Пенелопа. Первісним іменем коня було  «Порцелліус»  (Порося), але Калігула вирішив, що це не надто красиво, та й кінь почав вигравати на перегонах, тому його перезвали на Прудконогого.
Виступав у перегонах за партію «зелених» (за яку вболівав імператор). Напередодні перегонів поруч зі стійлом Інцитата було заборонено шуміти під страхом смерті, і з цього приводу траплялися страти.

### Політична кар'єра
Спочатку Калігула зробив коня громадянином Риму, потім сенатором, і нарешті заніс у списки кандидатів на пост консула. Діон Кассій запевняє, що Калігула встиг би зробити коня консулом, якби не був убитий (59. 14). Светоній підтверджує цей намір.
Крім того, після того, як Калігула оголосив себе богом, йому знадобилися жерці. Верховним жрецем для себе він був сам, а підлеглими жерцями стали Клавдій, Цезонія, Вітеллій, Ганімед, 14 ексконсулів і, певна річ, Інцитат. За посаду кожному потрібно заплатити  8 000 000 сестерціїв (так Калігула шукав кошти для наповнення спорожнілої скарбниці). Щоб кінь зміг зібрати потрібні кошти, від його імені всі коні Італії були обкладені щорічною даниною, у разі несплати вони вирушали на шкуродерню.
Нарешті, він оголосив свого коня «втіленням усіх богів» та наказав пошановувати його як справжнє божество. До звичайної форми державної присяги додалося «заради благополуччя та удачі Інцитата».
За Светонієм, після вбивства імператора на захист Інцитата було сказано, що він на відміну від інших сенаторів нікого не вбив і не дав імператору жодної поганої поради. Сенатори також зіткнулися з проблемою: за римським законам до закінчення терміну повноважень нікого з сенату, навіть коня, вигнати було неможливо. Тож тоді імператор Клавдій знайшов вихід: Інцитатові скоротили платню, і він був виведений зі складу сенату як такий, якому бракує фінансового цензу.

### Оцінка
Деякі сучасні історики ставлять під питання негативність портрета Калігули. Зокрема, Ентоні Е. Беррет в «Caligula: The Corruption of Power» (Yale, 1990) стверджує, що Калігула використовував коня як засіб розсердити та висміяти сенат, а не тому, що був божевільним. Припускають, що римські історики пізнього періоду, які донесли нам ці історії, були дуже політично орієнтованими, до того ж зацікавленими в барвистих, але не завжди правдивих історіях.